# Friedrich August Alexander Eversmann

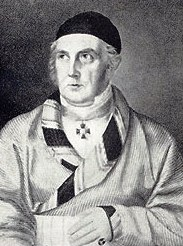
Friedrich August Alexander Eversmann

Friedrich August Alexander Eversmann  (* 8. Oktober 1759 Brachwitz; † 27. Oktober 1837 in Berlin) war ein preußischer Technologe, Bergbeamter und Publizist. Er war von Bedeutung für die Förderung von Bergbau und Gewerbe vor allem in Westfalen und Schlesien.

## Leben und Wirken
Eversmann war Sohn eines preußischen Kriegs- und Domänenrates bei der Kammer von Magdeburg. Sein Großvater väterlicherseits war Rudolf Wilhelm Eversmann, ehemals Kammerdiener und  Oberkastellan  König Friedrich Wilhelm I. Er studierte zunächst Rechtswissenschaften in Halle und wechselte später zu einem naturwissenschaftlichen Studium über. Eversmann trat 1780 nach Beendigung seiner Studien in die preußische Bergverwaltung ein. In der folgenden Zeit begleitete er Minister Friedrich Anton von Heynitz auf dessen Inspektionsreisen zu den Manufakturen, Fabriken und Bergwerken in verschiedenen Regionen Preußens. Wegen seiner gründlichen Berichterstattung wurde Eversmann 1781 zum Bergkommissar ernannt. Im Jahr 1783 verlagerte sich seine Tätigkeit in den westlichen Teil Preußens, als er Fabrikenkommissar für die Grafschaft Mark wurde. Seine Hauptaufgabe war es die wirtschaftliche Entwicklung insbesondere der Metallwarenindustrie zu fördern. Zu diesem Zweck reiste Eversmann im Auftrag und auf Kosten des Staates bis 1784 durch die englischen Industriegebiete.
Dort zu Recht der Industriespionage verdächtigt, versuchte Eversmann nach seiner Rückkehr nunmehr als Bergrat in Wetter, die gewonnenen Erkenntnisse in der Praxis umzusetzen. Dazu zählte 1787 die auf seine Anregung hin gebaute Kohlenbahn bei Hattingen zum Transport der Ruhrkohle nach Ruhrort. Im Jahr 1786 war Eversmann hauptverantwortlich für die Beschaffung einer Dampfmaschine aus England für die Kohlezeche in Tarnowitz. Diese Maschine nach der Bauart von James Watt gilt als die erste Dampfmaschine in Preußen. Auch die Zinkproduktion aus Galmei führte er 1798 in Schlesien ein. Im Jahr 1791 wurde er zum Kriegs- und Steuerrat bei der Kriegs- und Domänenkammer in Hamm ernannt. Als solcher setzte er sich für die Nadelproduktion in Altena ein. Aus späterer Sicht sicher zweifelhaft, befürwortete er eine Nähnadelfabrik, um auch für Kinder Verdienstmöglichkeiten zu schaffen. Außerdem beteiligte er sich an der Entwicklung eines Entschwefelungsverfahrens für Steinkohle und damit an der Entwicklung der Koksherstellung. Auch für den Bereich der Leinenproduktion etwa im Ravensberger Land führte er technische Verbesserungen ein.
Von Bedeutung war auch Eversmanns publizistisches Wirken. So veröffentlichte er 1804 ein Buch über die Eisen- und Stahl-Erzeugung auf Wasserwerken in den Ländern zwischen Lahn und Lippe. Dieses ist heute eine wichtige Quelle für die wirtschaftliche Situation in Westfalen vor dem Durchbruch der industriellen Revolution. Daneben veröffentlichte er zahlreiche Beiträge für den Westfälischen Anzeiger. Nach dem Übergang der preußischen Westgebiete 1807 an Frankreich arbeitete Eversmann zunächst an alter Stelle weiter. Im Jahr 1809 wurde er dann aber als politisch unzuverlässig entlassen und emigrierte nach Russland, wo er zunächst Berg- und Hüttenwerke am Ural leitete und 1812 eine Waffenfabrik mit deutschen Spezialisten aufbaute. Im Jahr 1818 ging er in Pension und kehrte 1819 nach Preußen zurück.

## Familie
In erster Ehe heiratete er 1787 Marianne (1765–1809), die Tochter des Iserlohner Kaufmanns Johann Hermann Loebbecke. 1810 heiratete er in Moskau Helena Hedwig Preyler. Zu seinen zwölf Kindern zählen: Eduard Friedrich Eversmann (1794–1860), Ludwig (Lewis, Louis, 1799 in Hagen – 1858), der in Bonn wohnte und 1824 Gottfried Duden zum Missouri begleitete, sowie Julius (1805–?), der sein Glück in Mexiko versuchte und nach Deutschland zurückkehrte. Ludwig kaufte eine 130-Acre Farm und heiratete im Januar 1827 Anna McLean (1809–1872), eine Tochter von David und Leanna Oldham McLeean aus Kentucky.

## Werke
- Technologische Bemerkungen auf einer Reise durch Holland. Crazi, Freyberg 1792 (Digitalisat).
- Einige statistische Bemerkungen über das Herzogthum Westfalen. Arnsberg 1804 (Digitalisat).
- Nachricht von den in den Ländern zwischen Lahn und Lippe gelegenen und auf der Eversmannschen Charte angezeigten metallischen und unmetallischen Werken. Als Zugabe zu dieser Charte. Mallinckrodt, Dortmund 1804 (Digitalisat).
- Die Eisen und Stahl-Erzeugung auf Waßerwerken zwischen Lahn und Lippe und in den vorliegenden französischen Departements. Band 1, Mallinckrodt, Dortmund 1804 (Digitalisat).
- Übersicht der Eisen- und Stahl-Erzeugung auf Wasserwerken in den Ländern zwischen Lahn und Lippe. Angehängt sind eine Übersicht jener Fabrikation in den vorliegenden französischen Departements und eine Nachricht von anderem in dem Distrikte zwischen Lahn und Lippe vorhandenen metallischen und unmetallischen Werken, nebst Kupfern und einer großen technologischen Charte. Hauptteil. Mallinckrodt, Dortmund 1804 (Digitalisat, Digitalisat).
  - Beylagen. Mallinckrodt, Dortmund 1804 (Digitalisat, Digitalisat).
  - Karten. Mallinckrodt, Dortmund 1804 (Digitalisat).